# Lorica musculata
Lorica musculata (svalový pancíř) byl pancíř řeckého původu, používaný jako součást římského vojenského oděvu.

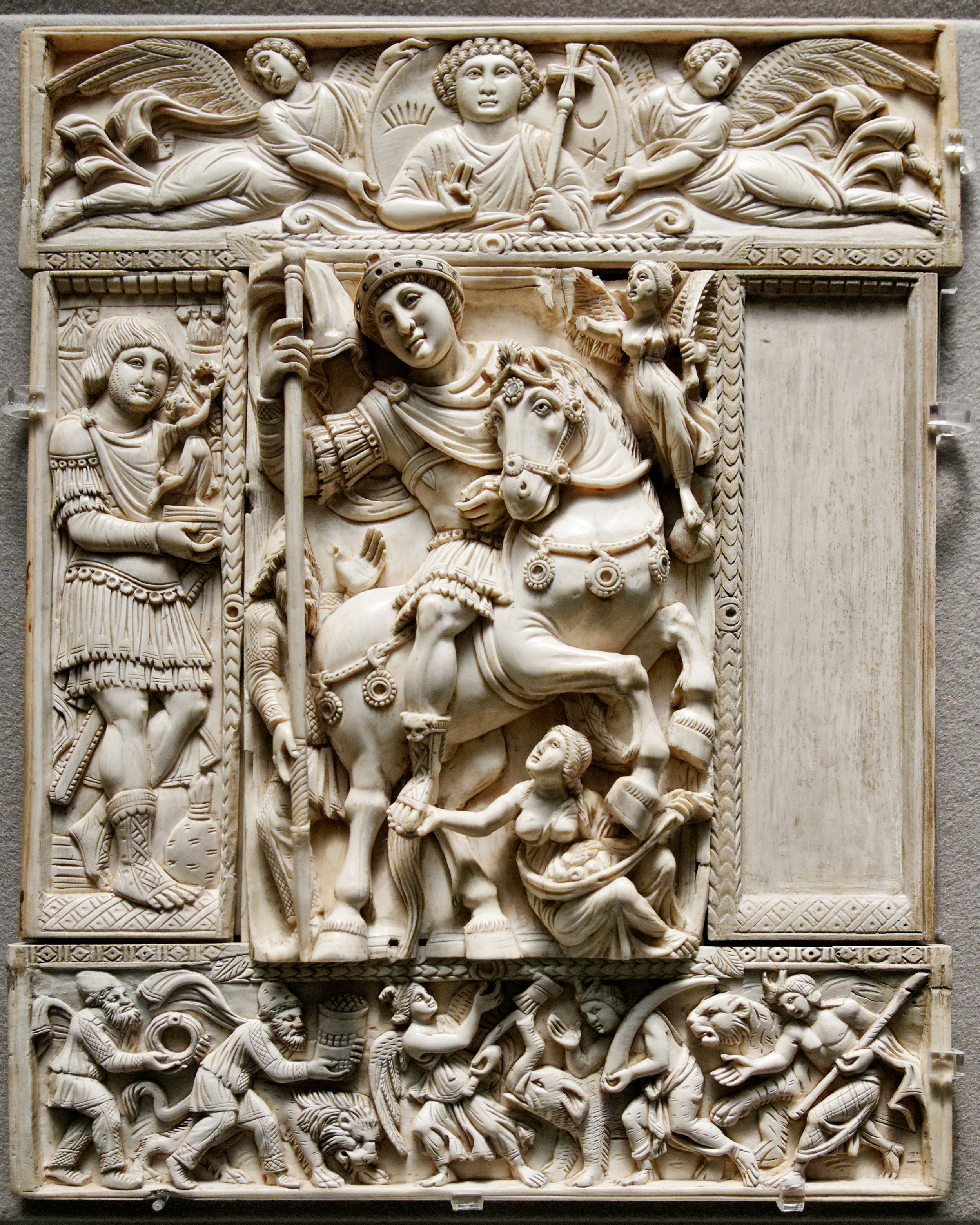
Barberinovský reliéf, 6. století: Justinián I. nebo Anastasios I. na koni a voják vedle něj mají zbroj typu lorica musculata

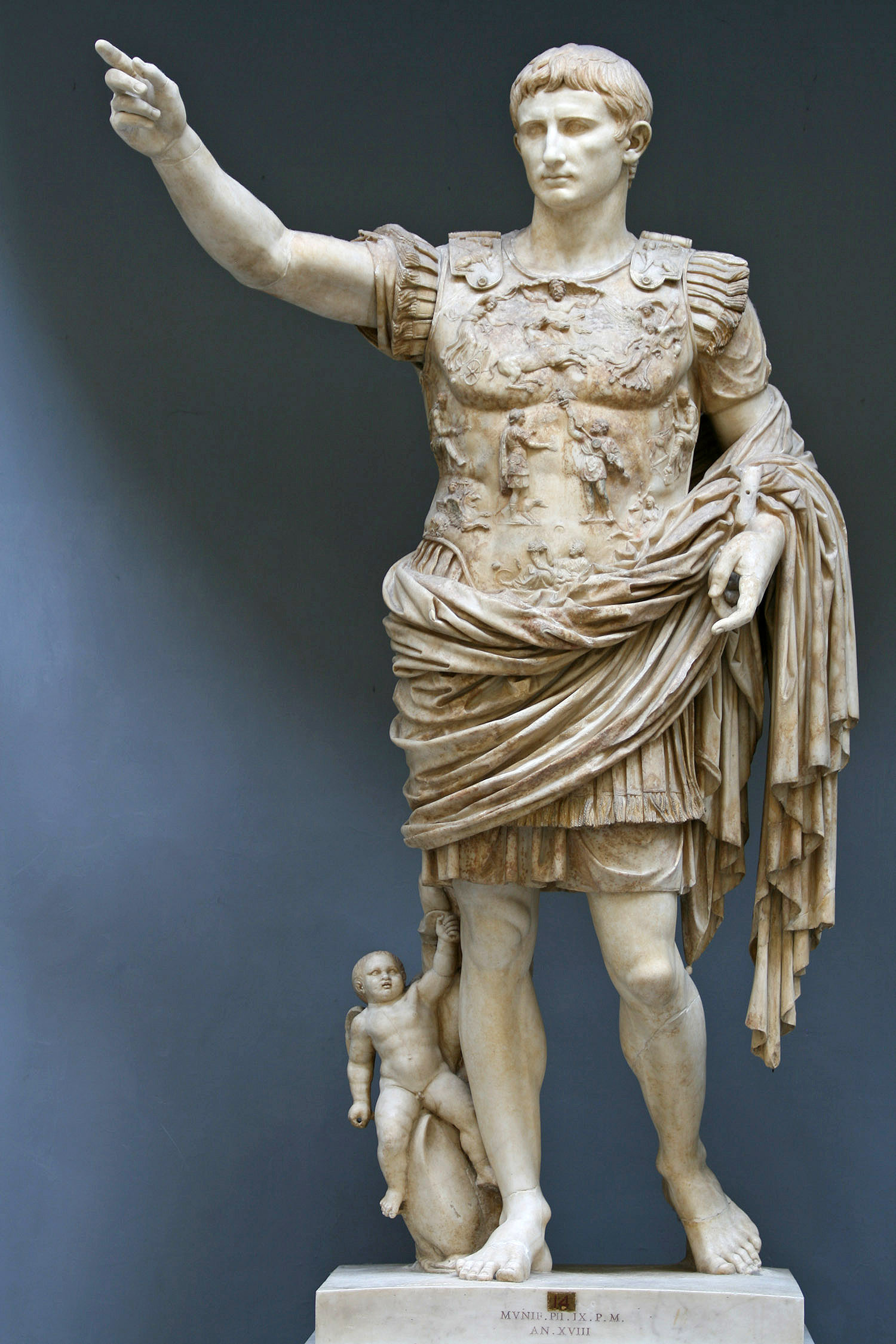
Augustus v pancíři lorica musculata, 1. stol.

## Historie a vzhled
Řekové tento typ pancíře pravděpodobně vynalezli někdy mezi 7. – 5. stol. př. n. l. a když založili kolonie v jižní Itálii, převzaly jej i italické kmeny a Etruskové. Tak se pancíř dostal i do římského vojska, ačkoliv jej zde spolu s korintskou přilbou a řeckým mečem původně používali pouze bohatší občané. Tento raný typ pancíře lorica musculata byl bronzový a přesně kopíroval hrudní a břišní svalstvo. Tento pancíř nosili pouze vysocí velitelé. Někdy před punsкými válkami se k výbavě pancíře lorica musculata přidaly i kožené třásně chránící slabiny a ramena; jejich funkce byla však víceméně dekorativní.
Ve 2. stol. př. n. l. se objevily i pancíře lorica musculata vyrobené z několika vrstev tvarované hrubé kůže. Tento kožený pancíř získal velkou oblíbu. V oblasti srdce se mezi koženými vrstvami nacházela kovová destička. Kožená verze byla velmi odolná a možná chránila před zraněním lépe než kovové pancíře. V pozdním období republiky měl pancíř často na sobě různé umělecké motivy a charakteristickou červenou stuhu. Spínal se na ramenou. Takový zůstal po celé císařské období. Nosili jej císařové, tribunové, legáti a další vysocí velitelé. Na uměleckých dílech bývá připisován i běžným vojákům a pretoriánům, šlo však spíš o uměleckou licenci. Není přesně známo, kdy se tento pancíř přestal používat, předpokládá se však, že se používal až do pádu Byzantské říše v roce 1453.
Důkazy naznačují, že byl součástí generálské a císařské uniformy i v 5. a 6. století, ačkoliv častější byly jiné pozdní typy pancířů. Dokazují to vyobrazení na mincích a sochách (např. busta císaře Leona). Nejslavnější je zobrazení byzantského císaře Justiniána I. sedícího na koni v tomto pancíři. I v následujících obdobích existují důkazy o užívání tohoto pancíře v byzantské armádě. Jde tak o nejdéle používaný typ zbroje v historii vojenství. Používal se přibližně od 5. stol. př. n. l. do 15. století, ačkoliv od pádu Západořímské říše zůstal pouze na východě.